# 岡本仁 (音楽家)
岡本 仁（おかもと じん、1936年6月19日 - 2018年9月17日 ）は、日本の指揮者である。

## 略歴
- 1936年 - 神奈川県横浜市に生まれる。
- 1955年 - 神奈川県立鶴見高等学校卒業。国立音楽大学教育科入学。
- 1959年 - 同大学卒業、引き続き同学作曲科3年に学士入学。群馬交響楽団指揮者。
- 1962年 - 国立音楽大学講師。
- 1968年 - 東京交響楽団を指揮して公式デビュー（ワーグナー、ラヴェル、ブラームス）。
- 1971年 - 渡欧。イギリス、イタリア、スイス、ドイツ、オランダ等。
- 1973年 - コンサートforファミリー協会設立。
- 1974年 - 二度目の渡欧。主としてイギリス。
- 1975年 - TBSテレビ「みんなで歌おう'71〜'75」の司会。
- 1977年 - (財)日本レクリエーション協会理事。
- 1981年 - 教育研究財団「アカデミア・アトラス」専務理事。
- 1983年 - くにたちカンマーコールと共にアメリカ各地で公演。
- 1984年 - 国立音楽大学助教授を辞任。
- 1986年 - TBSこども音楽コンクール文部科学大臣賞選考委員。
- 1987年 - 国鉄民営化に際し，JR東京駅コンサート(駅コン)音楽監督。
- 1988年 - 政府の国際交流派遣によりブラジル各地を歴訪。
- 1996年 - 東京慈恵会医科大学客員教授。
- 1999年 - 多年にわたる社会教育振興の功績により、社会教育功労者として政府より表彰。
- 2007年 - 教育音楽学会発足に際し会長に就任。